# Coccophagus srilankensis
Coccophagus srilankensis är en stekelart som beskrevs av Hayat 1988. Coccophagus srilankensis ingår i släktet Coccophagus och familjen växtlussteklar.
Artens utbredningsområde är Sri Lanka. Inga underarter finns listade i Catalogue of Life.